# Красноволновской сельский совет
Красноволновско́й либо Красноволня́нский се́льский сове́т — входил до 2020 года в состав Великобурлукского района Харьковской области Украины.
Административный центр сельского совета находился в селе Красная Волна.

## История
- 21 января 1977 года — дата образования сельсовета (он был выделен из состава Шиповатского сельсовета Великобурлукского района Харьковской области).
- 17 июля 2020 года в рамках административно-территориальной «реформы» по новому делению Харьковской области[7][8] сельсовет и весь Великобурлукский район были ликвидированы; входящие в с/совет населённые пункты и его территория присоединены к … территориальной общине … района.
- Сельсовет просуществовал 43 года.

## Населённые пункты совета
- посёлок Кра́сная Волна́[6]
- посёлок Зелё́ный Гай
- посёлок Купьева́ха
- посёлок Но́вая Алекса́ндровка